# Archiearis indigena
Archiearis indigena är en fjärilsart som beskrevs av Lambert-Joseph-Louis Lambillion 1905. Archiearis indigena ingår i släktet Archiearis och familjen mätare. Inga underarter finns listade i Catalogue of Life.